# Picander

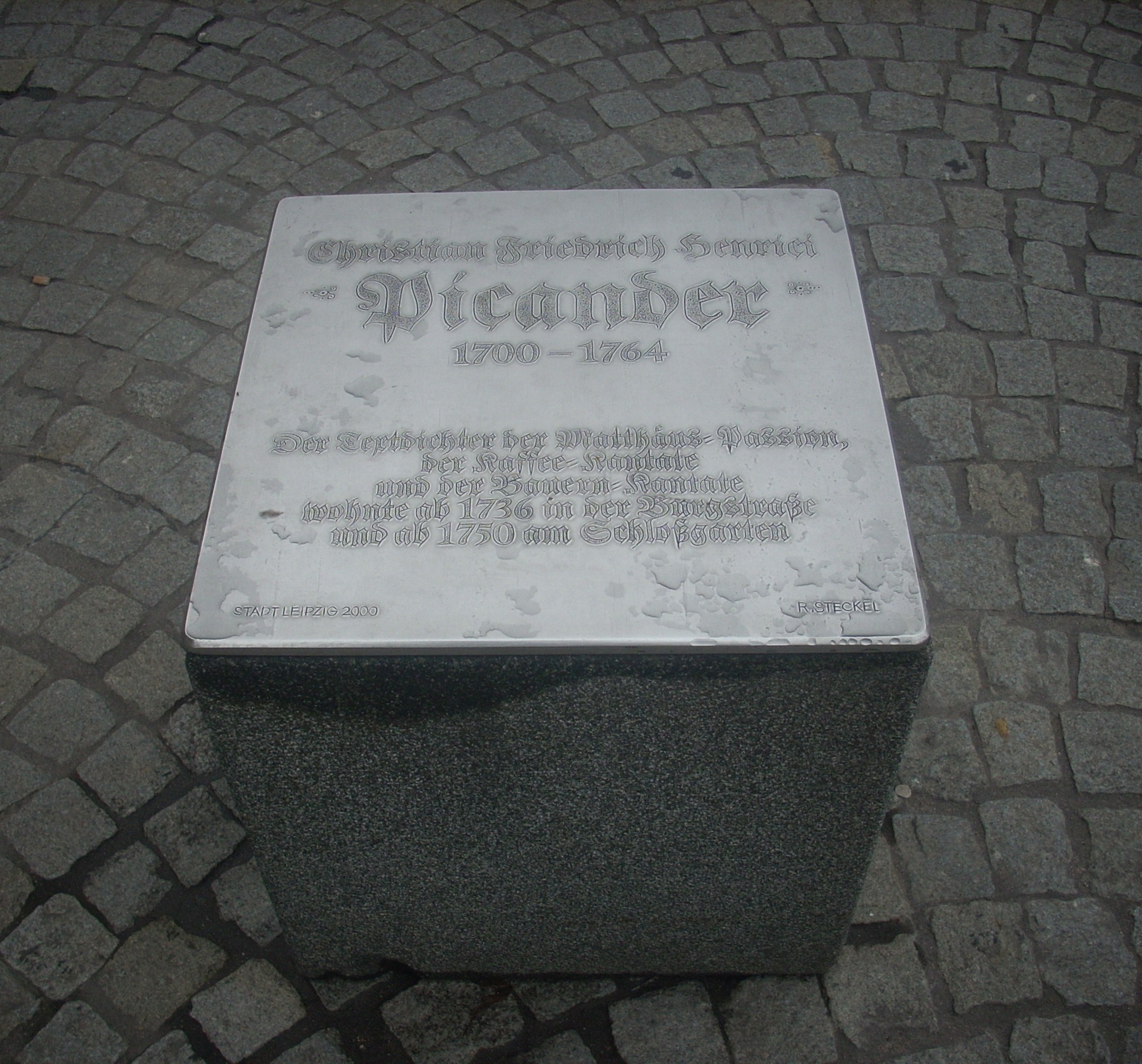
Tablica upamiętniająca Christiana Friedricha Henriciego na lipskim Burgplatz, wzniesiona z okazji 300-lecia jego urodzin (2000)

Picander, właśc. Christian Friedrich Henrici (ur. 14 stycznia 1700 w Stolpen, zm. 10 maja 1764) – niemiecki poeta i librecista wielu kantat Johanna Sebastiana Bacha napisanych w Lipsku. Studiował prawo w Wittenberdze i Lipsku, najprawdopodobniej pracując później w zawodzie.
Przedmowa do jednego z tomów poetyckich wskazuje, że cały zbiór posłużył jako tekst do Bachowskich kompozycji w 1729 roku, choć do dziś zachowało się jedynie dziewięć kantat opartych na tych utworach. Biorąc pod uwagę, że Bach wykorzystywał teksty Picandra do wielu spośród najważniejszych swoich kompozycji, m.in. Kantaty o kawie (BWV 211, 1732–1734), Pasji według św. Mateusza (BWV 244, 1727) oraz Oratorium na Boże Narodzenie (BWV 248, 1734), informacja ta może oznaczać, że zaginęły istotne dzieła ze spuścizny Bacha.
Na cześć poety nazwana została planetoida 12540.